# Grigorij Kozintsev
Grigorij Kozintsev (russisk: Григо́рий Миха́йлович Ко́зинцев) (født 22. marts 1905 i Kijev i det Russiske Kejserrige, død 11. maj 1973 i Leningrad i Sovjetunionen) var en sovjetisk filminstruktør.

## Filmografi
- Oktjabrinas eventyr (Похождения Октябрины, 1924)
- Misjka mod Judenitj (Мишки против Юденича, 1925)
- Pariserhjul (Чёртово колесо, 1926)[1][2]
- Sjinel (Шинель, 1926)[3]
- Bratisjka (Братишка, 1927)
- Sammenslutningen for den store sag (Союз Великого дела, 1927)[4]
- En (Одна, 1931)
- Maxims ungdom (Юность Максима, 1935)
- Maxims tilbagevenden (Возвращение Максима, 1937)
- Vyborg side (Выборгская сторона, 1939)
- Unge Fritz (Юный Фриц, 1943)
- Simple mennesker (Простые люди, 1945)
- Pirogov (Пирогов, 1947)
- Belinskij (Белинский, 1951)
- Don Quijote (Дон Кихот, 1957)
- Hamlet (Гамлет, 1964)
- Kong Lear (Король Лир, 1971)